# Flaga Baszkortostanu
Flaga Baszkortostanu (ros. Флаг Республики Башкортостан, baszk. Башҡортостан Республикаһы флагы) – jeden z symboli Baszkortostanu obok godła, obowiązująca od 25 lutego 1992. Zarejestrowana w Państwowym heraldycznym rejestrze Federacji Rosyjskiej (NHR) pod numerem 165.

## Historia
W 1917 powstał niezależny Rząd Baszkirii, który istniał do 1919. W tym samym roku jeden z działaczy emigracyjnych zaprojektował flagę, która składała się z trzech równych poziomych pasów: błękitnego, zielonego i białego. Rok później rząd dekretem nr 4547 zatwierdził ją jako oficjalną flagę Baszkirii i opublikował ją: w lokalnej gazecie 19 czerwca, a w biuletynie rządowym 20 sierpnia. Obowiązywała ona do przyłączenia Baszkirii w czasie wojny domowej do Rosji Radzieckiej w 1919.
Od 1925 do 1992 flagą Baszkortostanu była flaga Baszkirskiej Autonomicznej Socjalistycznej Republiki Radzieckiej, czyli flaga Rosyjskiej Federacyjnej Socjalistycznej Republiki Radzieckiej (lub jej zmieniona wersja), ze skróconą nazwą republiki w językach: rosyjskim i baszkirskim. Przez ten czas kilkukrotnie ulegała ona zmianom, ostatni raz w 1954.
Po powstaniu autonomicznej republiki Baszkortostanu władze zdecydowały 26 listopada 1990 o rozpisaniu konkursu na projekt nowych symboli republiki. Zgłoszono 40 projektów flag, największe poparcie zyskał projekt nawiązujący kolorystycznie do flagi z 1918 ze złotym stylizowanym kurajem w centralnej części. Jego autorami byli: Olga Jewgienijewna Asabina oraz Urał Temirbułatowicz Masalimow, zaś sam kuraj był autorstwa Niła Zinnatowicza Chabibullina i powstał w latach 60. XX wieku jako wygaszacz ekranu telewizyjnego podczas dni kultury baszkirskiej w Leningradzie. Ze względu na ustanowienie w 1991 identycznej flagi przez Republikę Komi zdecydowano o zamianie kolejności kolorów: białego i zielonego. Taki projekt został ostatecznie ustanowiony przez parlament Republiki 25 lutego 1992 uchwałami nr ВС-10/17 oraz ВС-10/18.
Od 2001 w rocznicę ustanowienia symbolu obchodzony jest Dzień Flagi Baszkortostanu. W 2003 miała miejsce niewielka zmiana projektu: pod naciskiem władz rosyjskich zmieniono proporcje z 1:2 do 2:3.

## Wygląd i symbolika
Flaga republiki to prostokątny płat tkaniny o proporcjach 2:3, podzielony na trzy równe poziome pasy: błękitny, biały i zielony. W jego centralnej części umieszczono kuraj – solankę kolczystą w stylizowanej formie z siedmioma płatkami. Kolor błękitny symbolizuje jasność i czystość myśli, biały – spokój, otwartość i gotowość do współpracy, a zielony – wolność i wieczność życia. Dawniej barwy te symbolizowały również islamskie pochodzenie Republiki. Kuraj natomiast nawiązuje do siedmiu klanów, które zapoczątkowały istnienie Baszkirii.

## Galeria

Flaga Rządu Baszkirii (1918)
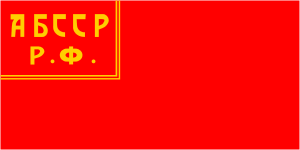
Flaga Baszkirskiej ASRR (1925–1937)
Flaga Baszkirskiej ASRR (1937–1938)
Flaga Baszkirskiej ASRR (1938–1947)
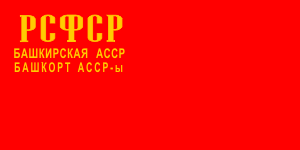
Flaga Baszkirskiej ASRR (1947–1954)
Flaga Baszkirskiej ASRR (1954–1992)
Flaga Baszkortostanu (1992–)